# Девапала (Парамара)
Девапала — індійський правитель Малави з династії Парамара.

## Правління
Праонук магараджи Ясовармана II, чий молодший син Лакшміварман в часи панування Джаявармана I отримав невеличке володіння. Син раджи Гарішчандри. 1218 року після смерті представника старшої гілки династії Арджунавармана I посів трон Малави. Молодшому братові Удаяварману передав родинне князівство.
За часів його правління тривала боротьба Парамара з Соланка та Сеунами.де війська Парамара зазнали поразки в регіоні Лата (південний Гуджарат). У 1233—1235 роках воював проти делійського султана Ілтутмиша. 1239 року Девапалу було вбито Вагабхатою Чауханом, раджою Ранастамбхапури, якого Парамара надав прихисток. Запобіг спробі вбивці захопити Малаву син загиблого Джайтугідева.